# Attentat de Graz
L'attentat de Graz a eu lieu le 20 juin 2015, lorsque l'agresseur, identifié comme Alen Rizvanović, a conduit un véhicule utilitaire sport à grande vitesse à travers le centre de Graz, en Autriche, tuant trois personnes et blessant 36 autres, certaines d'entre elles grièvement. Au cours de l'attaque, Rizvanović est sorti du véhicule et a poignardé des passants. Il a ensuite été arrêté par la police.

## L'attaque
Le 20 juin 2015, l'attaque s'est produite à 12 h 15, au centre de la ville autrichienne de Graz. Alen Rizvanović, le conducteur, a intentionnellement tué et blessé des piétons et des cyclistes en les frappant avec un SUV vert de type Daewoo Rexton, qu'il a conduit à une vitesse estimée à 100 km/h. Selon un porte-parole, le carnage a commencé dans la Zweiglgasse, où une victime est décédée. Rizvanović alors conduit à travers la ville, en passant sur le pont Schönaugasse puis en entrant dans la Herrengasse, où il a tué deux personnes de plus. Puis il s'est écrasé dans un café dans la Hauptplatz (place principale),,.
Lors de son attaque, Rizvanović a sauté brièvement de sa voiture, couru jusqu'à un couple de personnes âgées en face d'une épicerie, et les a poignardées avec un couteau, blessant l'homme sévèrement. Il a ensuite conduit jusqu'à un poste de police à Schmiedgasse et a été arrêté par la police, sans résistance,. L'attaque a duré cinq minutes. Soixante ambulances et des hélicoptères ont été envoyés pour transporter les blessés vers les hôpitaux.

### Les victimes
Trois personnes ont été immédiatement tuées dans l'attaque et un total de 36 autres personnes, dont trois enfants, ont été blessées, dont six sérieusement et une grièvement. Toutes les victimes ont été touchées par la voiture de Rizvanović, à l'exception d'un couple, qui a été poignardé par Rizvanović quand il est sorti de la voiture.

## L'auteur
Alen Rizvan Rizvanović, 26 ans (au moment de l'attentat), est un musulman de Bosnie, qui avait fui sa ville natale de Bihać pendant la guerre de Bosnie, à l'âge de quatre ans aux côtés de ses parents. La famille s'est installée en Autriche et a reçu la citoyenneté autrichienne. Rizvanović a finalement trouvé un emploi comme chauffeur de camion. Il a fait l'objet le 28 mai d'une ordonnance d'injonction lui interdisant de s'approcher de la maison de sa femme et ses deux jeunes enfants à la suite de faits de violence familiale,.
En conséquence de l'ordonnance de protection, la police a annulé la licence de port d'arme de Rizvanović et confisqué un pistolet semi-automatique et les munitions lui appartenant.
Le motif n'était pas immédiatement clair, mais quelques heures après l'attaque, la police a écarté tous motifs religieux ou idéologiques. Quand il a été arrêté, Rizvanović affirmait qu'il se sentait persécuté par les « Turcs ». Le 23 juin, il a été placé en détention provisoire. Le jour précédent, il a été rapporté par le journal autrichien Die Presse, que l'Office Fédéral de la Protection de la Constitution et de la lutte contre le terrorisme était « intéressé par Rizvanović ». Certaines des revendications de Rizvanović ont finalement été abandonnées au profit d'une interprétation stricte de l'islam. Avant l'attaque, il avait plus de 2 500 followers sur Twitter, beaucoup de pays arabes et au moins un suspecté d'être un néo-nazi, mais il a supprimé tous les tweets et messages sur ses comptes en ligne, sauf pour un, qui a indiqué que le crime a été prémédité.
Il est condamné à la prison à vie en 2016 et se suicide dans la prison de Krems an der Donau le 23 septembre 2023.

## Réactions

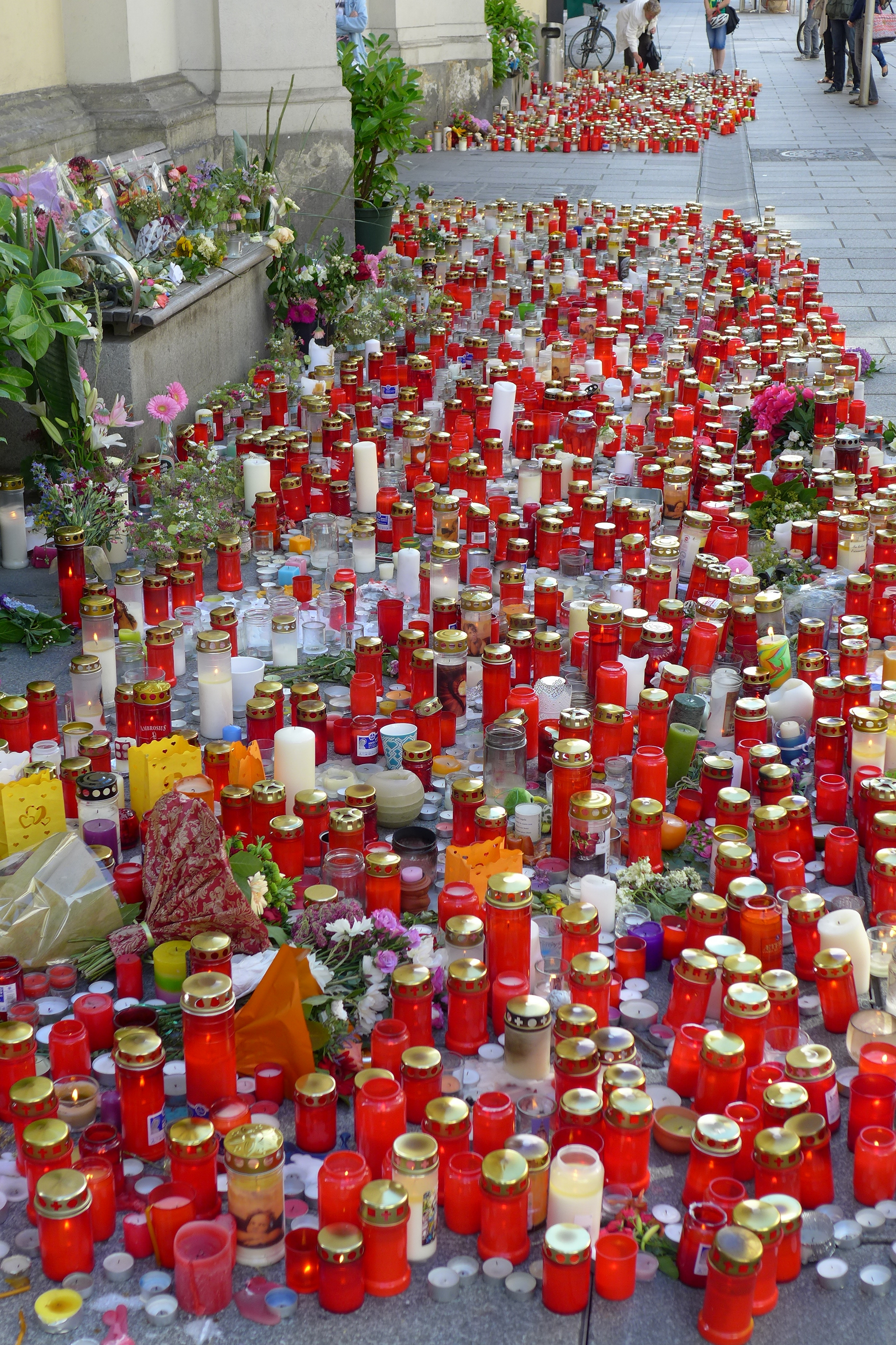
Un lieu de condoléances à la Herrengasse, en face de l'église Grazer Stadtpfarr (22 juin 2015).

Le Président autrichien Heinz Fischer a publié une déclaration et a dit qu'il était « profondément choqué » par l'attaque. Johanna Mikl-Leitner,  le Ministre de l'Intérieur, a déclaré lors d'une visite sur les lieux de l'attaque, « Ce qui s'est passé ici est impensable. Il n'y a aucune excuse à cela. » Le gouverneur de la Styrie, Hermann Schützenhöfer, a publié une déclaration disant : « Nous sommes choqués et consternés… Il n'y a aucune explication et aucune excuse pour cette attaque. »